# イスタンブールの公共交通網
イスタンブールの公共交通網ではトルコ最大の都市であるイスタンブールを網羅する公共交通網を記す。

イスタンブール公共交通路線図1

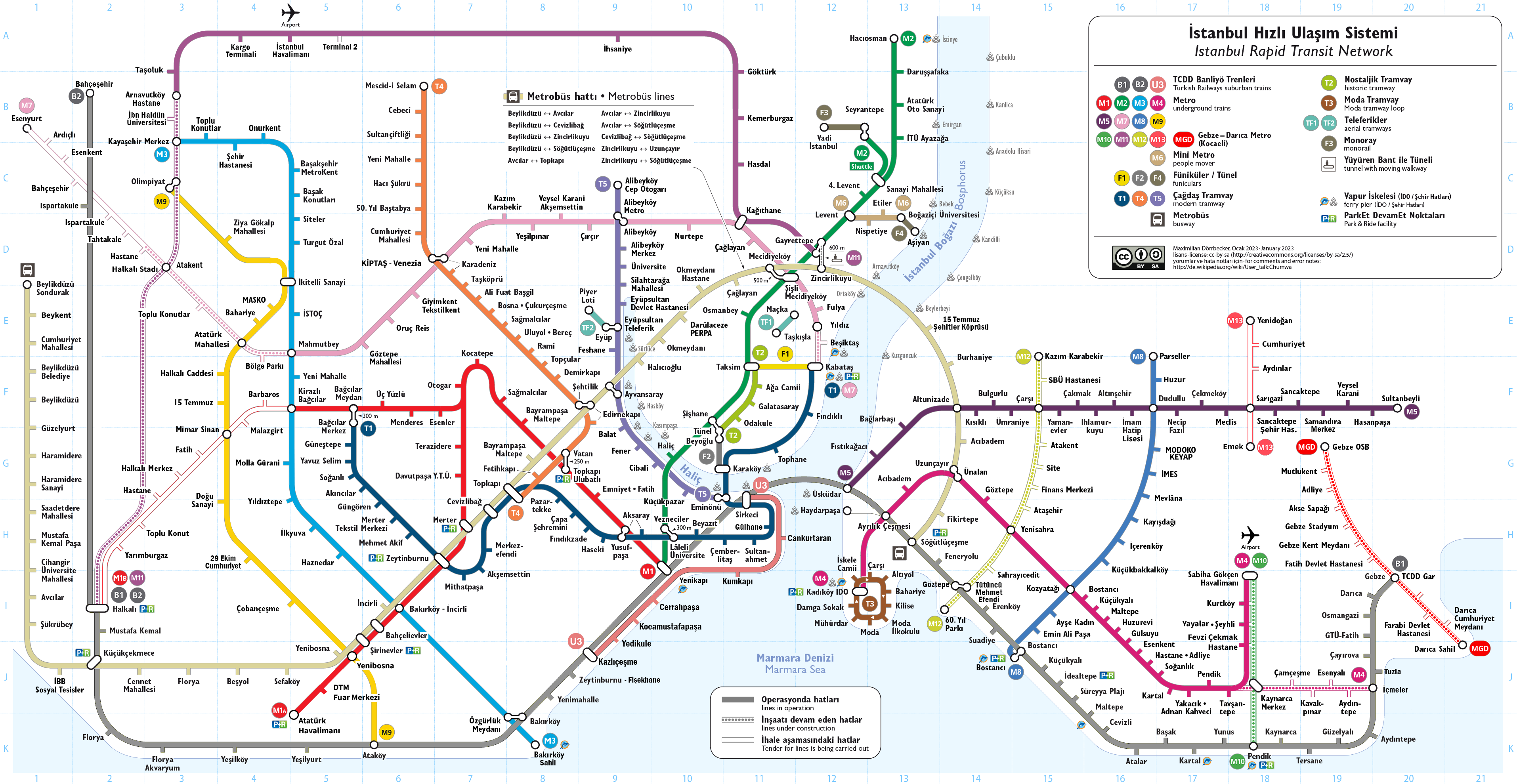
イスタンブール公共交通路線図2

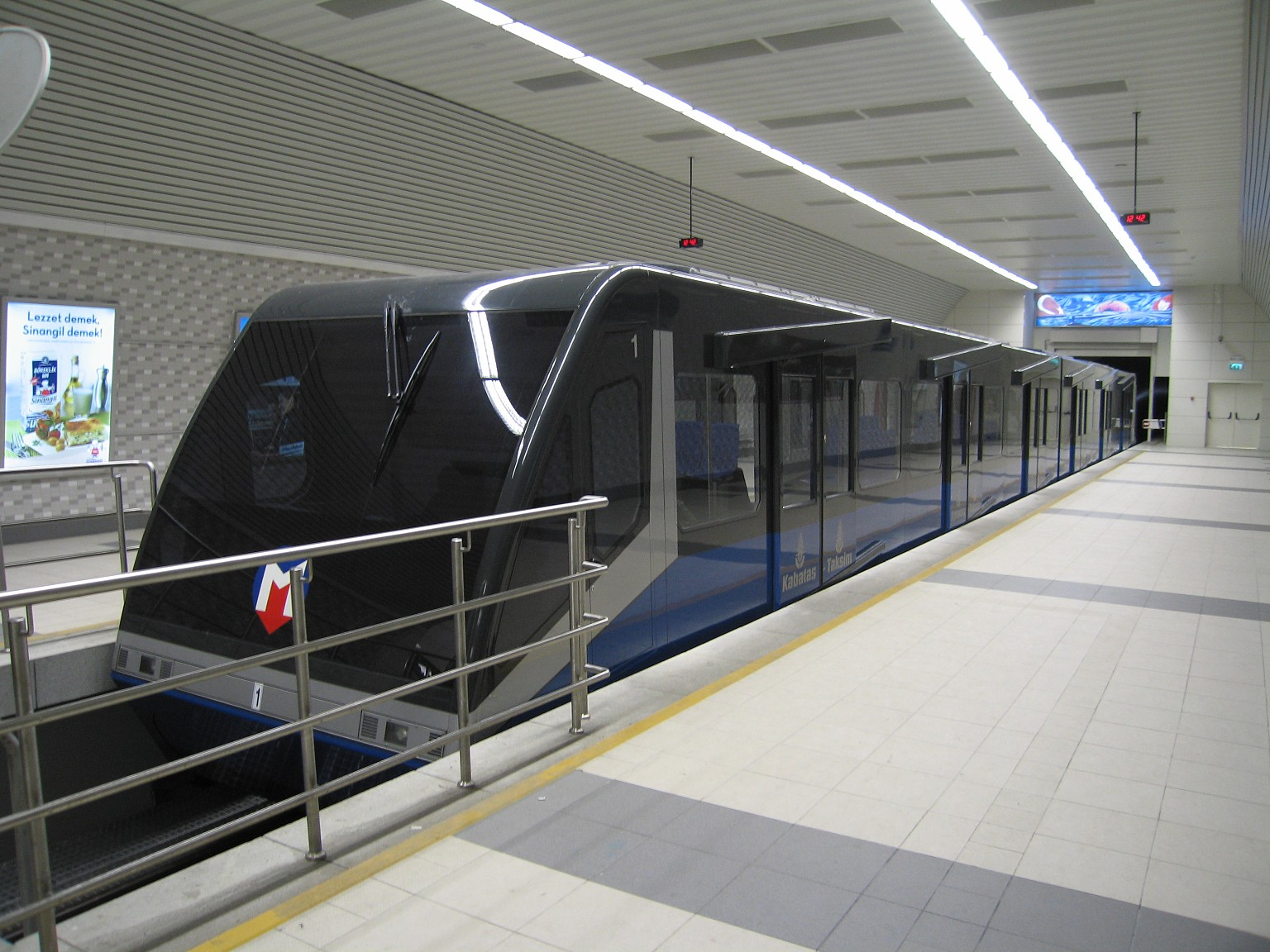
地下ケーブルカーのフニキュレル

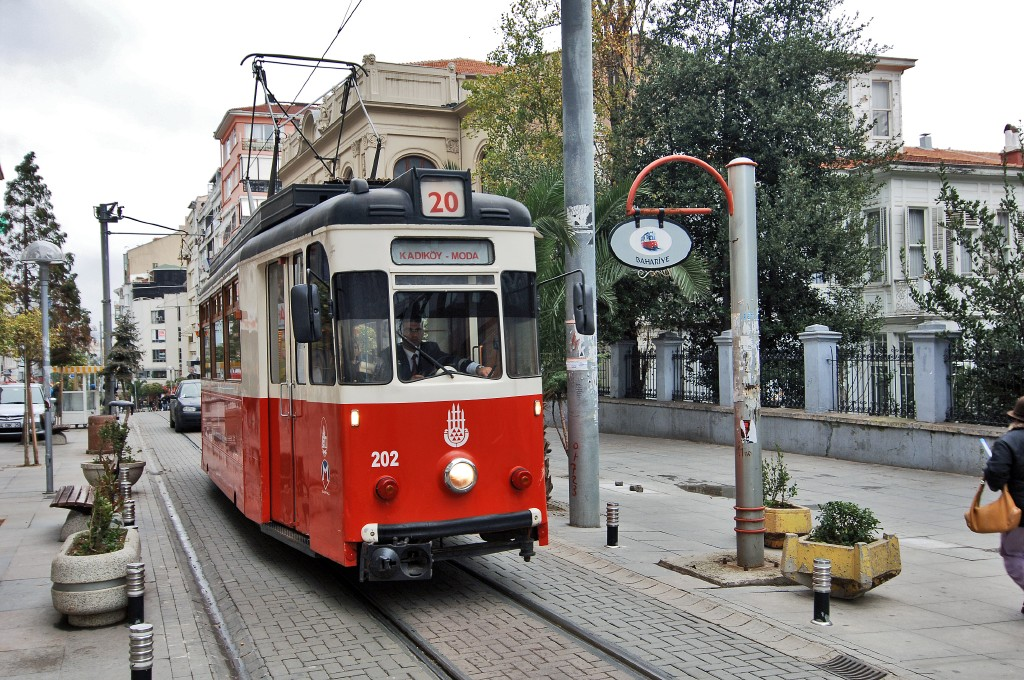
アジア側の路面電車

市内交通として地下鉄、トラム、ケーブルカー、近郊電車、市バス、シーバスなどが運行されており、急ピッチでインフラ整備が進められている。トルコ国鉄の近郊電車の駅であるイェニカプ駅にはM1号線とM2号線の乗換え駅が開通し、駅舎は改築され3路線の乗り換えが可能な一大ターミナルとなった。

## トラム
19世紀に作られたトラム(路面電車)はアジア側でもヨーロッパ側でも一旦廃止されたが、その後、新型トラムが建設された。ヨーロッパ側の旧市街地と新市街地を結ぶ地区には最新鋭のトラム（T1）が運行されている。さらに、郊外へ延びる（T4）は全線専用軌道で地下区間が多く、プレメトロ、ライトレール路線とされる。
また、新市街のイスティクラール通りにはノスタルジックトラムが（NT）、アジア側のカドゥキョイ地区にはレトロタイプのトラム（T3）が廃止された軌道を復活させた観光用として復元運転されている。

### T1号線
T1号線。1992年に完成。2006年にT2号線として延伸。総延長18.5 km、31駅。新市街と旧市街を結び、シルケジ駅、アクサライ駅、ゼイティンブルヌ駅等の交通拠点やイスタンブール歴史地域等の観光地を通るため、観光利用客が多い。
- Kabataş: (F1)
- Fındıklı
- Karaköy: (F2)
- Eminönü
- Sirkeci(Marmaray)
- Gülhane
- Sultanahmet
- Çemberlitaş
- Beyazıt
- Laleli(M2)
- Aksaray(M1A)
- Yusufpaşa(M1A)
- Haseki
- Fındıkzade
- Pazartekke

T1号線の路線図

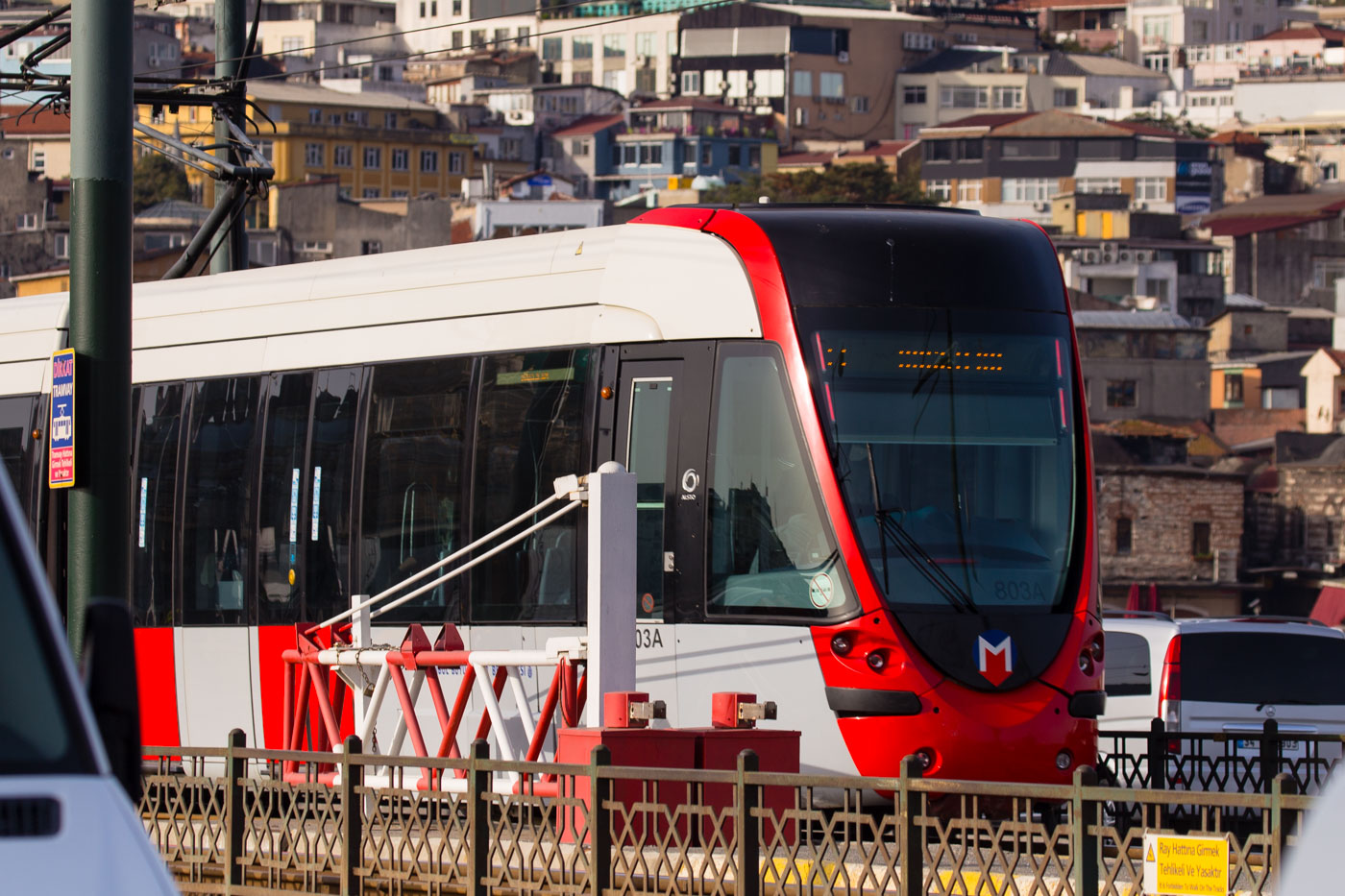
欧州側の新型トラム

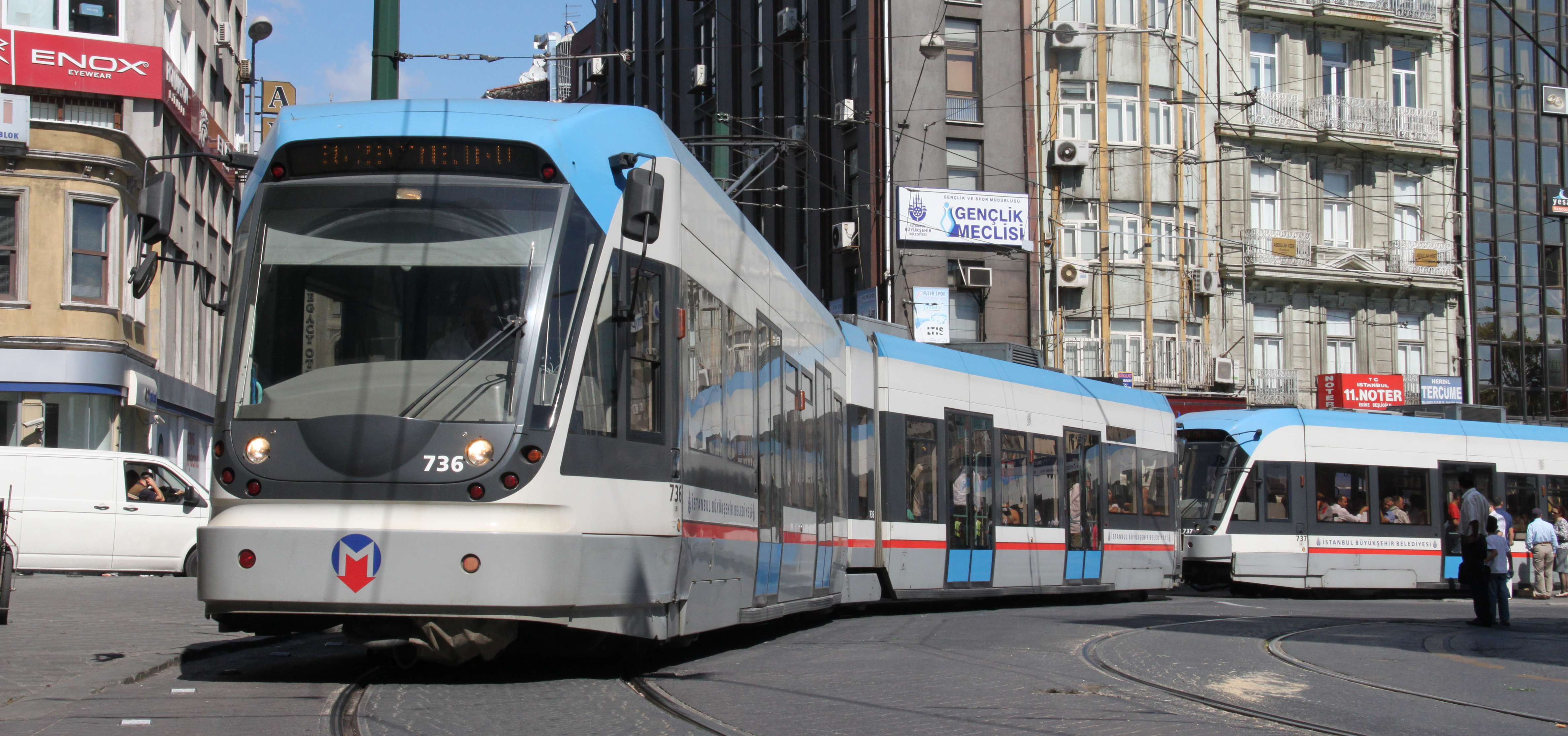
ボンバルディア車両の新型トラム

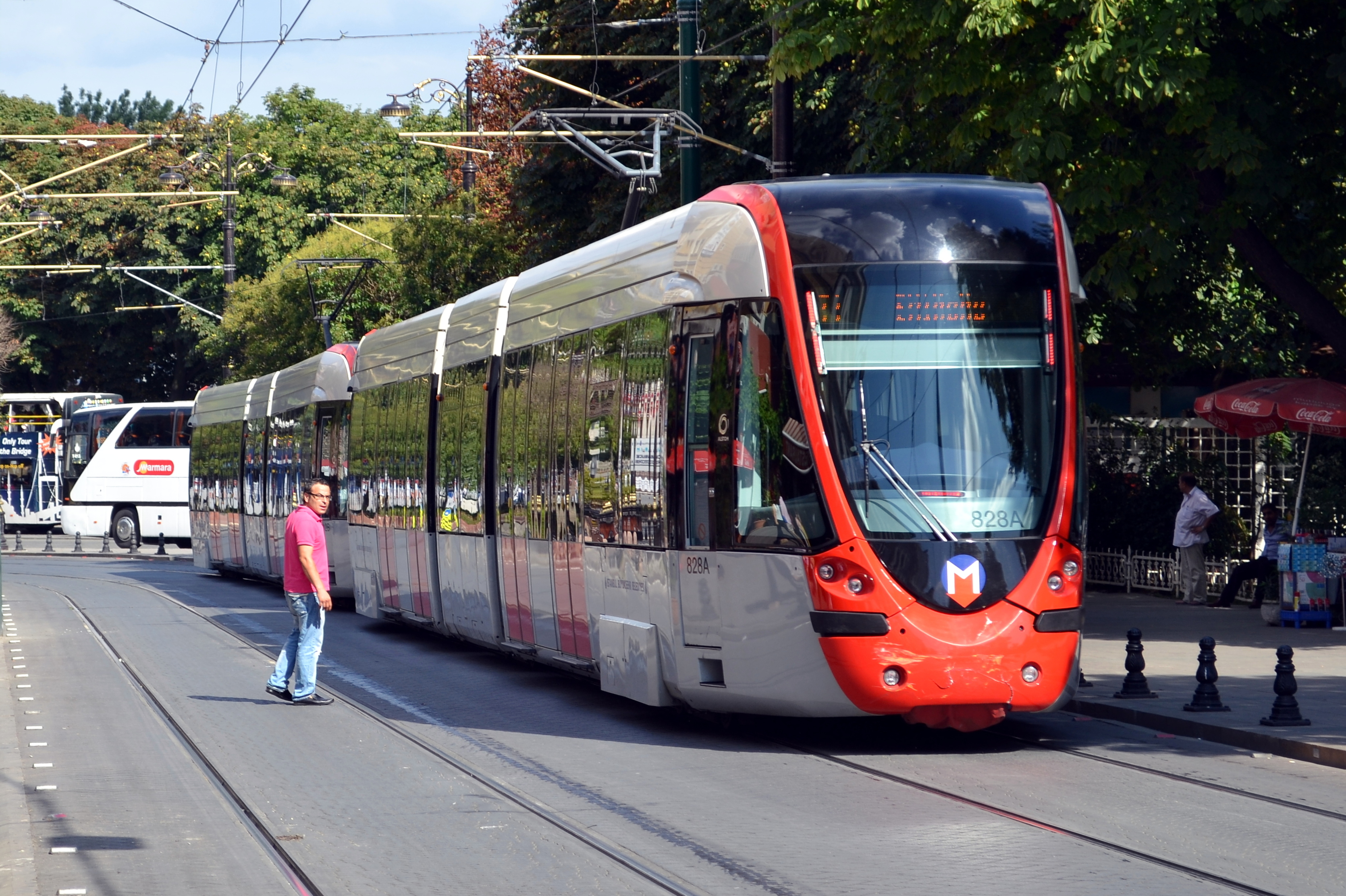
アルストム車両の新型トラム1

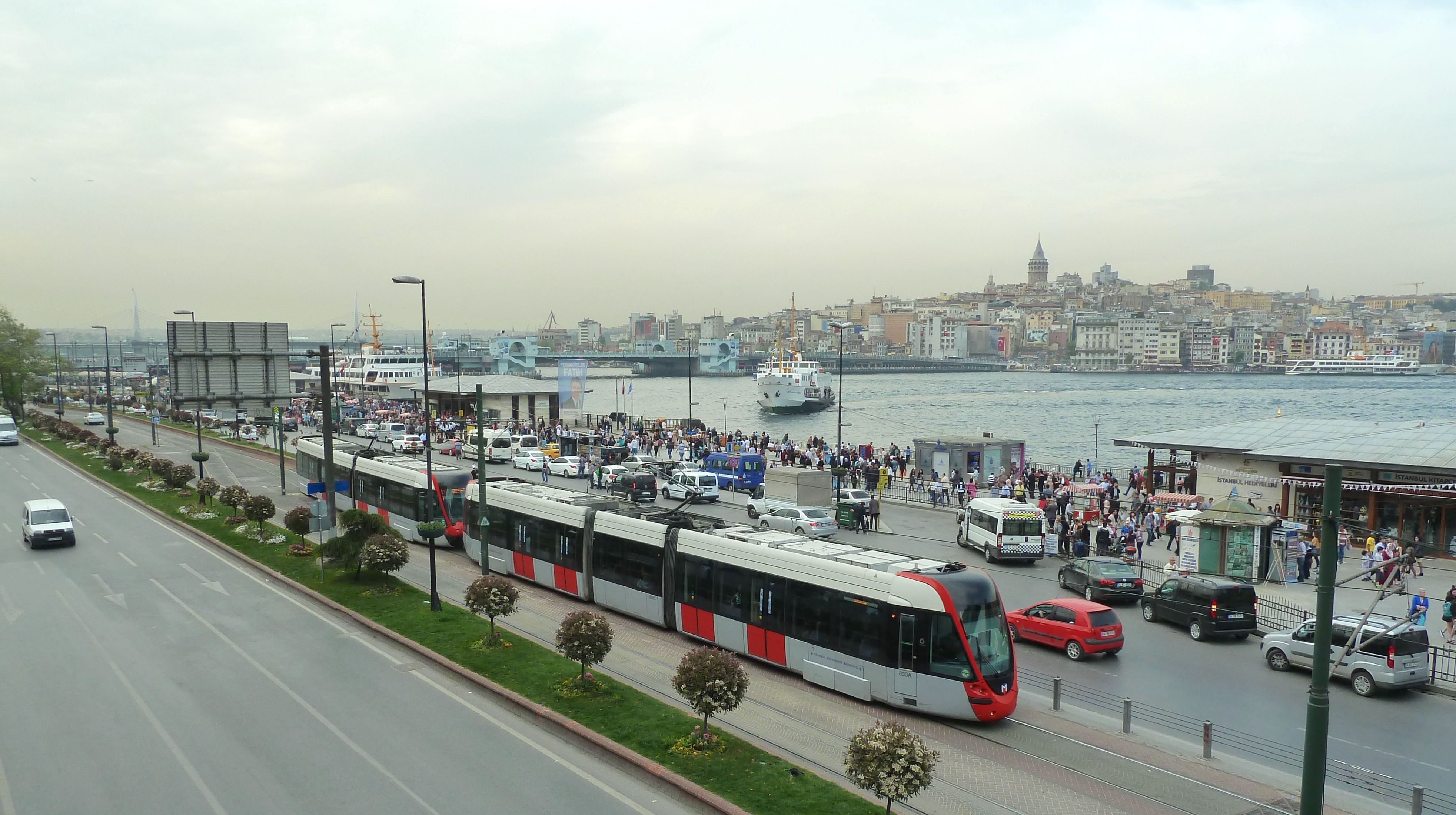
アルストム車両の新型トラム2

- Topkapı(T4)、 (Metrobus)
- Cevizlibağ-A.Ö.Y. (Metrobus)
- Merkez Efendi
- Akşemsettin
- Mithatpaşa
- Zeytinburnu(M1A)、 (Metrobus)
- Mehmet Akif
- Merter Tekstil Sitesi
- Güngören
- Akıncılar
- Soğanlı
- Yavuz Selim
- Güneştepe
- Bağcılar(M1B)

### T2号線
ノスタルジックトラム(NT)と呼ばれ、1990年に復活した旧式タイプの路面電車でヨーロッパ側の新市街を走る。単線である。

### T3号線
ノスタルジックトラムと呼ばれ、2003年にアジア側に復元された観光用の旧型の路面電車である。

### T4号線
T4号線はトプカプ駅から分岐する路線で2007年に完成。2009年にTopkapıまで延伸。総延長15.3 km、22駅。運営するメトロイスタンブールはこの路線をトラム路線のTに分類しているものの、全線が専用軌道であり半数近くが地下路線となっているため、トラム路線としてよりはライトレール・LRT路線と扱われる事が多い。イスタンブール地下鉄のM1号線とM6号線もライトレール路線である。

T4号線の路線図

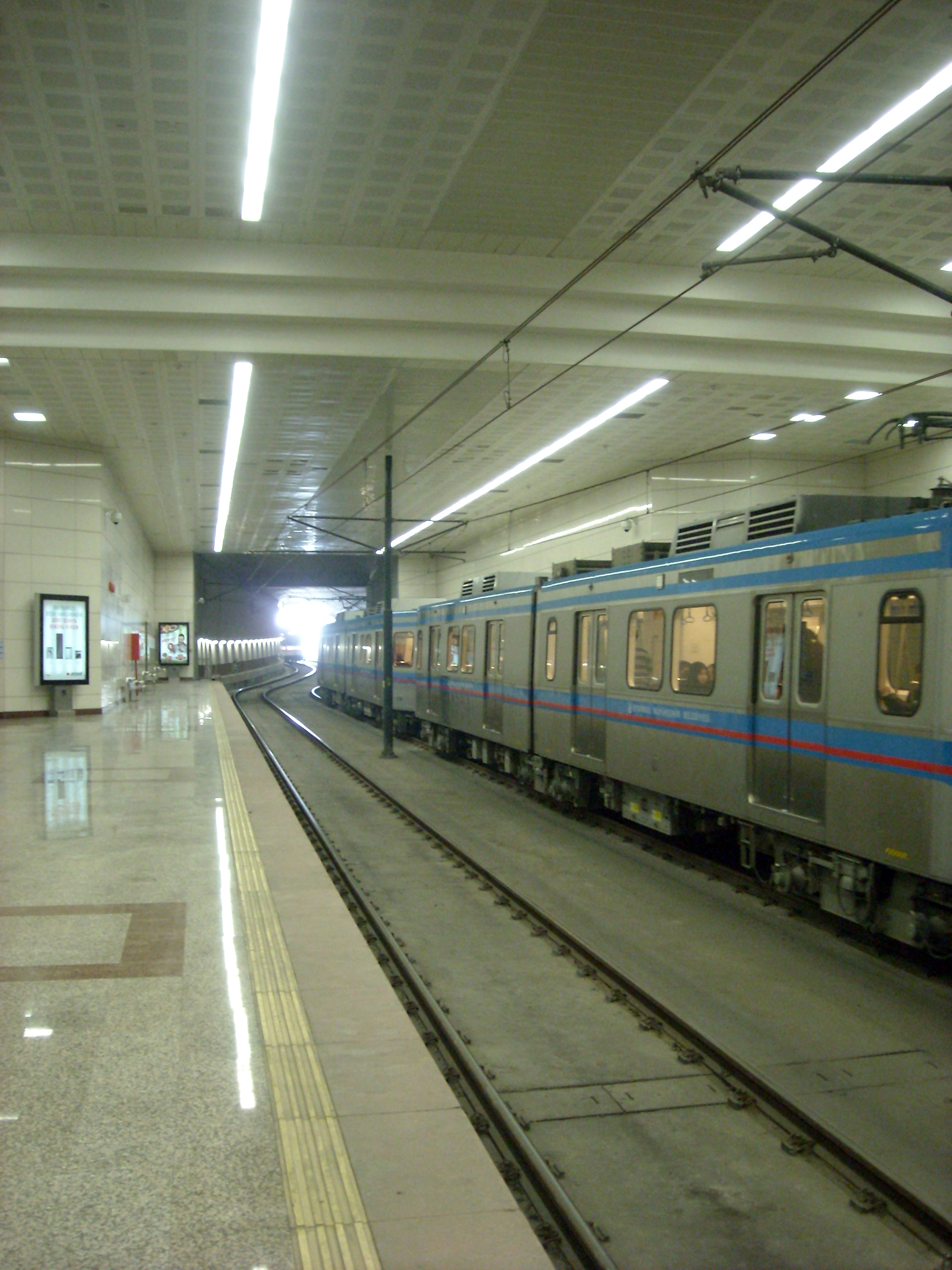
地下を走るライトレールT4号線

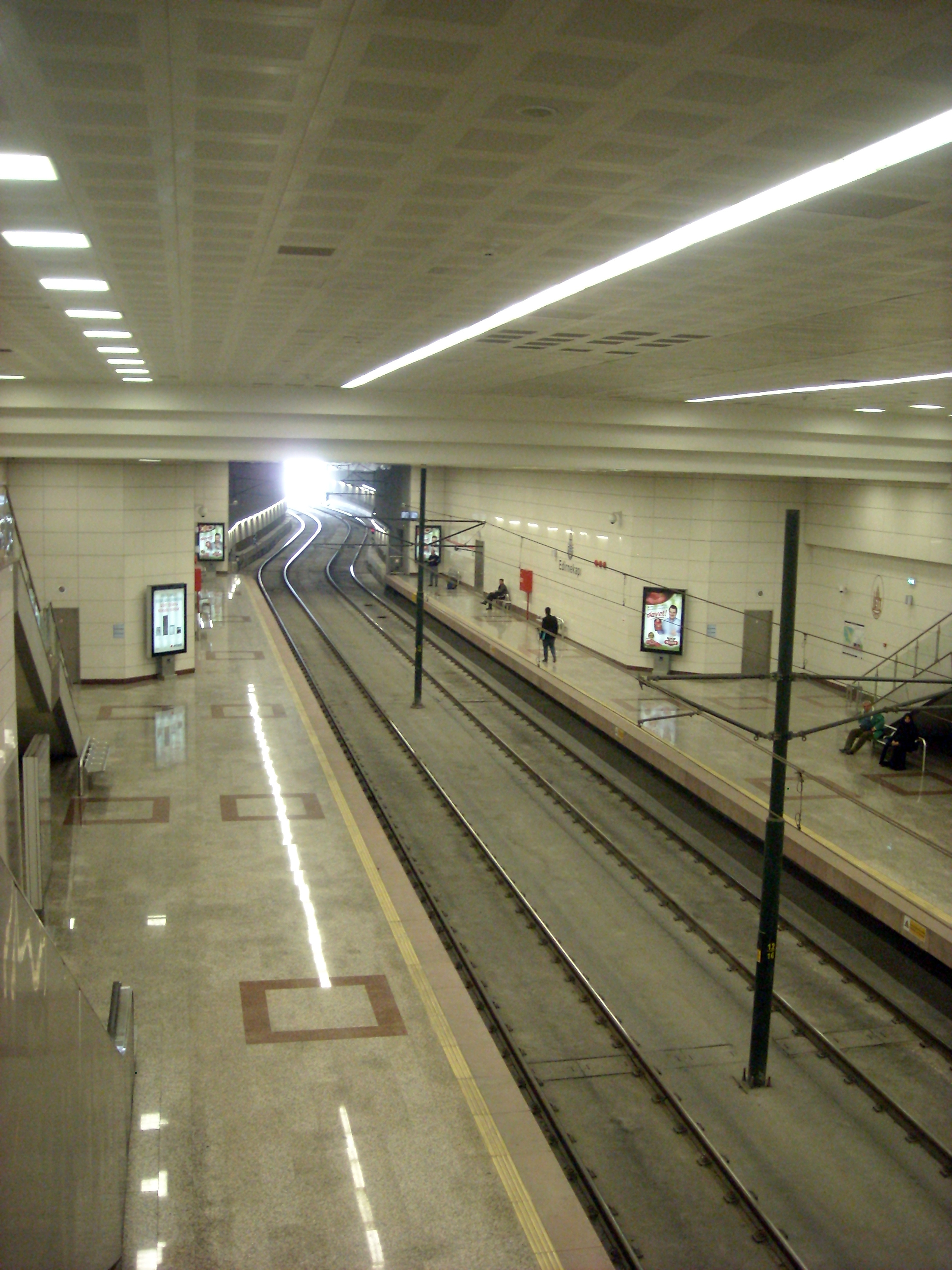
ライトレールT4号線のEdirnekapı駅

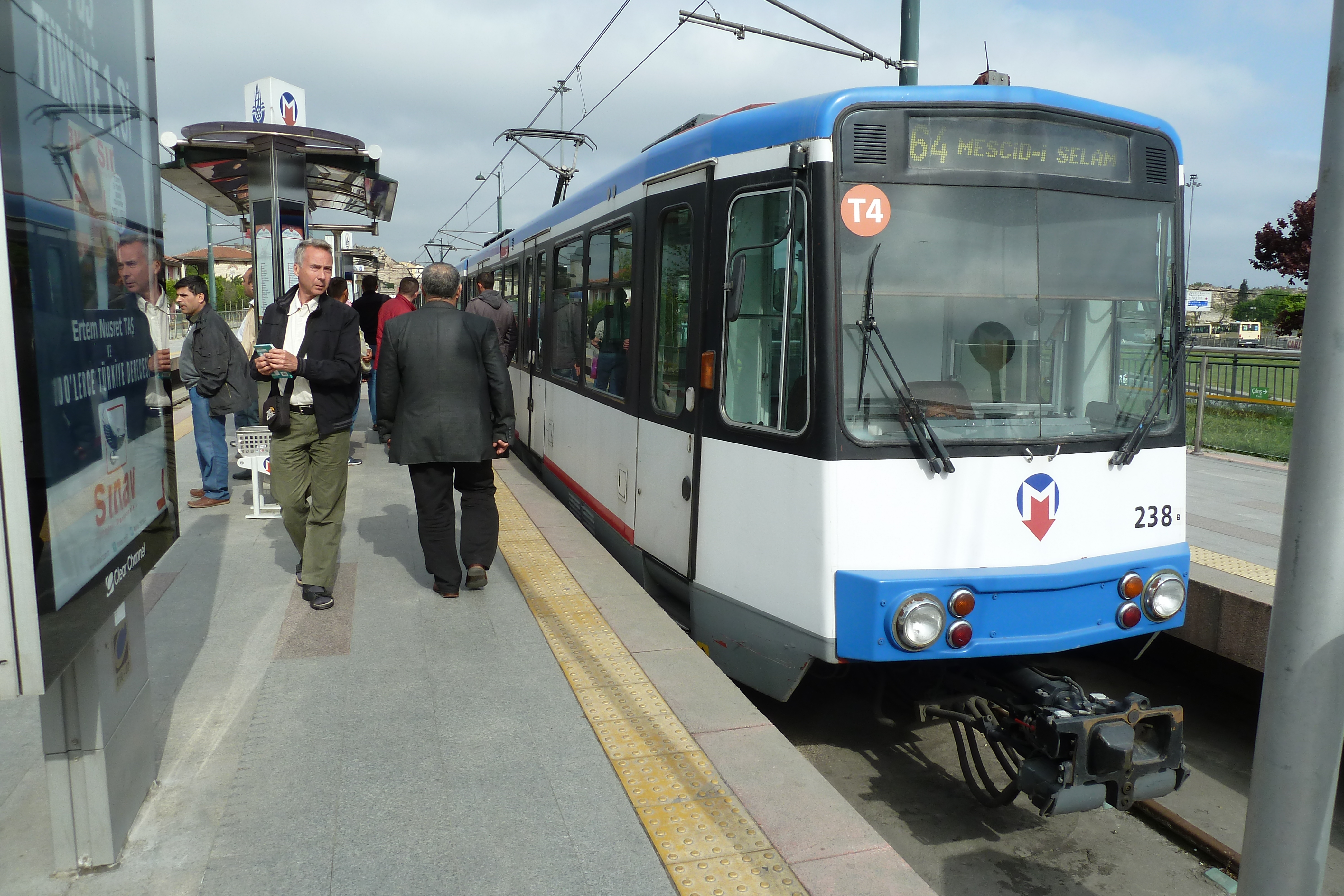
ライトレールT4号線の車両

- Topkapı: (T1) 、(Metrobus)
- Fetihkapı:
- Vatan(M1)
- Edirnekapı
- Şehitlik: (Metrobus)
- Demirkapı
- Topçular
- Rami
- Uluyol-Bereç
- Sağmalcılar
- Bosna-Çukurçeşme
- Ali Fuat Başgil
- Taşköprü
- Karadeniz
- Metris
- Cumhuriyet
- 50. Yıl-Baştabya
- Hacı Şükrü
- Yeni Mahalle
- Sultançiftliği
- Cebeci
- Mescid-i Selam

## ケーブルカー
地下ケーブルカーが2路線ある。

### F1号線
F1号線は2006年に完成した、トラム駅やシーバス駅からタクスィムまでを結んでいる地下ケーブルカーで、フニキュレルと言われる。

### F2号線
F2号線はテュネルと言われ、オスマン帝国時代の1875年に開通した地下を走るケーブルカー。世界2番目の地下鉄とされることもある。

## 近郊電車

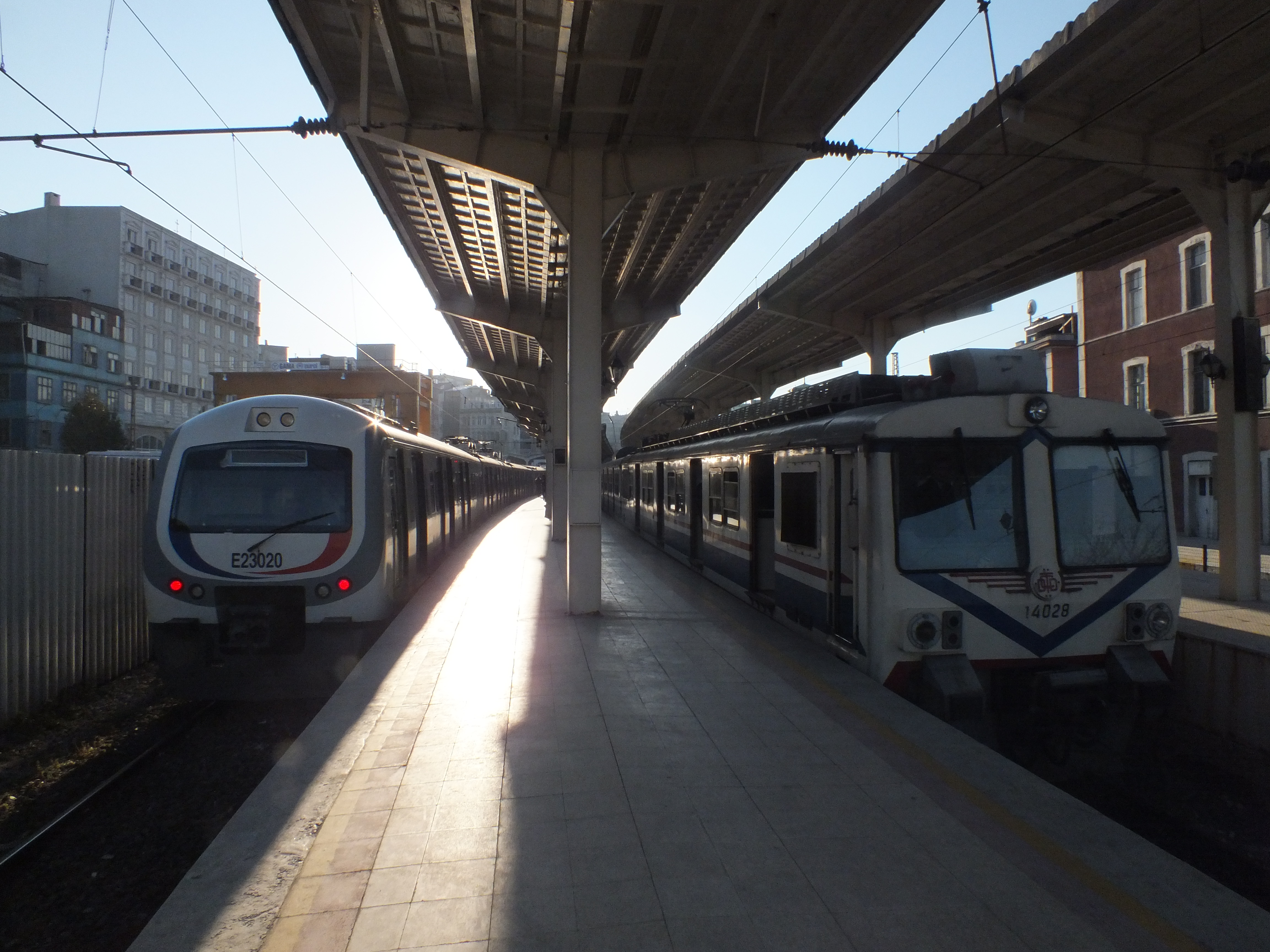
近郊電車

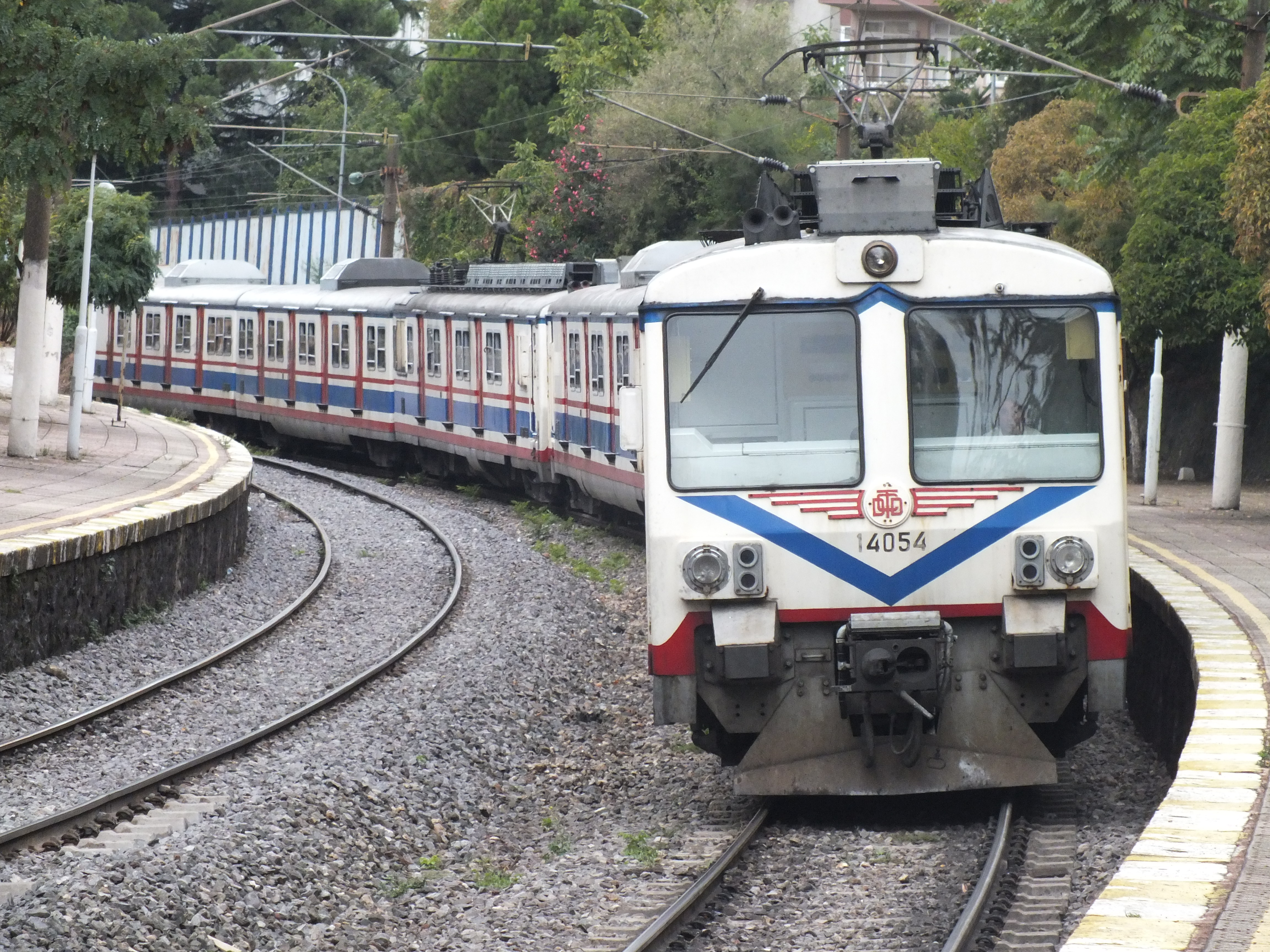
近郊電車

トルコ国鉄 (TCDD) によりシルケジ駅とハイダルパシャ駅からそれぞれ以下の2路線（B1、B2）が運行されており、マルマライ計画の完成により両路線が直結した。

### B1号線
B1号線は、シルケジ駅～ハルカル駅の路線である。

### B2号線
B2号線 は、ハイダルパシャ駅～ゲブゼ駅の路線である。

### マルマライ
マルマライは、ハルカル駅～ゲブゼ駅の路線で2013年10月29日にマルマライ海峡を通る総延長13.6 km に及ぶトンネル区間が完成し、アジア側とヨーロッパ側が鉄道で結ばれることとなった。海底トンネル前後の新線区間は地下鉄となり、3つの地下駅と1つの地上駅が設置され、76.3 kmの路線となった。

## メトロバス
アジア側のカドゥキョイ地区からボスポラス橋を通ってアタテュルク国際空港のさらに西を結ぶ連節バスが専用バスレーンを使って運行されている。

## 連絡船・海上バス

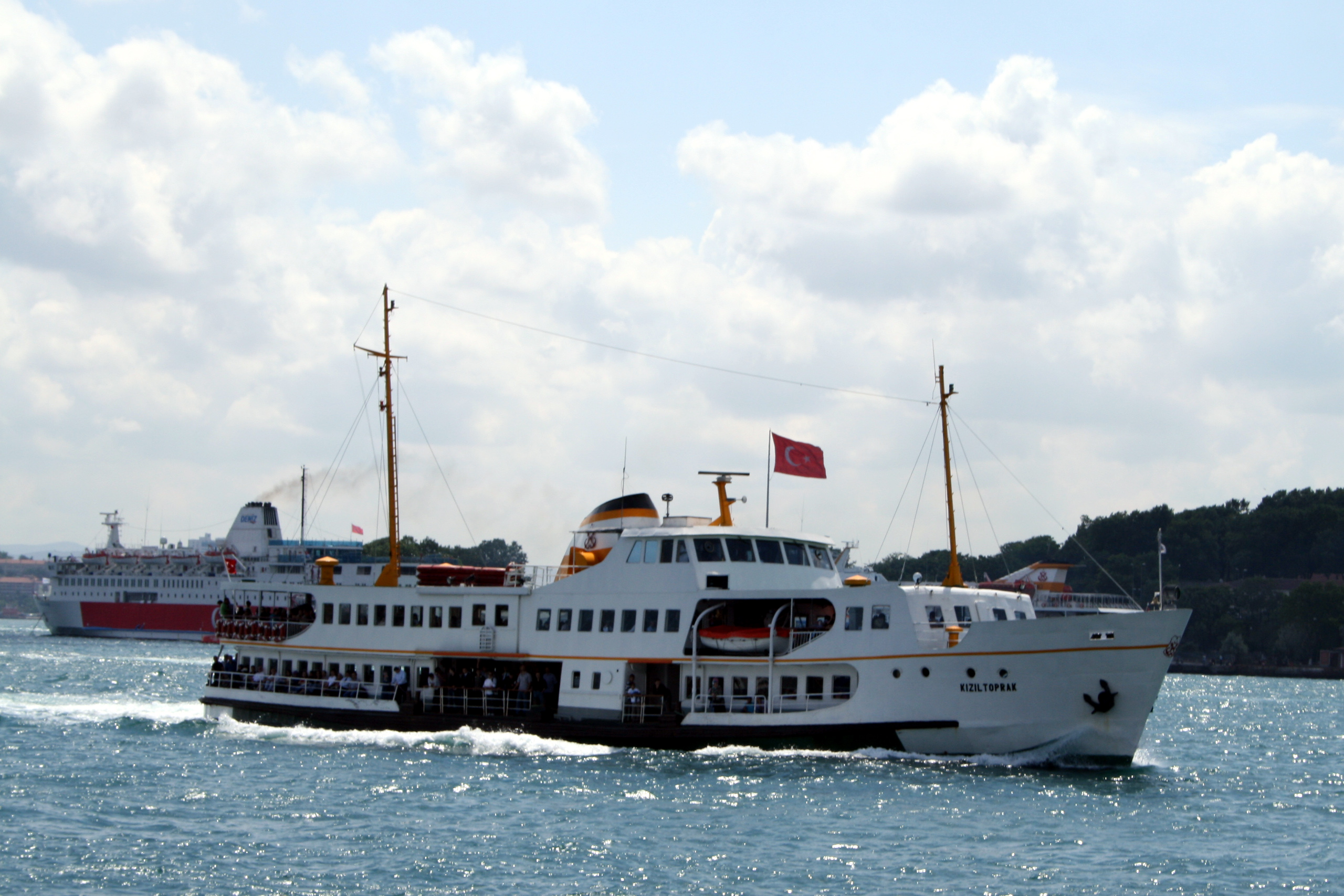
海峡連絡船

海峡をまたいでアジアとヨーロッパに分かれた町であることから海上交通網が極めて発達しており、1837年以来、連絡船・フェリーや高速のシーバスは市民の欠かせない足となっている。アジア側に居住している人も通勤先はヨーロッパ側が大半だからで、両岸に設置された多くの桟橋の間を人々が行き交う。これらは現在、イスタンブール海上バス (İDO) によって運航されている。海上からは世界遺産の建物群やボスポラス橋などが眺めることが出来るため、遊覧船の代替に安価で乗船できる乗り物として観光客の乗船も多い。船内では0.5リラで名物の紅茶（チャイ）の販売がある。

## スマートチケット
イスタンブールでは、バス、ケーブルカー、地下鉄、通勤列車、フェリー、路面電車で共通して利用可能なICカード乗車券「イスタンブールカード」を2009年より順次導入している。これより以前には、「akbil」というプリペイド式のコインを使用していた。

## その他
ドルムシュと呼ばれる乗合タクシーが広く市民の足として使われており、市内を細かくカバーする路線網がひかれている。